# عبداللطیف جریندو
عبداللطیف جریندو (انگلیسی: Abdellatif Jrindou؛ زادهٔ ۱ اکتبر ۱۹۷۴) بازیکن فوتبال اهل مراکش بود.
از باشگاه‌هایی که در آن بازی کرده‌است می‌توان به باشگاه فوتبال الرجا اشاره کرد. وی عضو تیم ملی فوتبال مراکش در جام ملت‌های آفریقا ۱۹۹۸ بوده است.